# Западни Саяни
Западните Саяни (на руски: Западный Саян), е планинска система в Южен Сибир, в пределите на Русия (южната част на Красноярски край, северозападната и северната част на Тува и южната част на Хакасия), част от голямата планинска система Саяни.
Простира се от югозапад на североизток на протежение около 600 km, от горното течение на река Малък Абакан (дясна съставяща на Абакан), при прохода Къзълбалхаш, където се свързва с Алтай до планината Източни Саяни в изворната област на реките Казир и Уда.

## Геоложки строеж, полезни изкопаеми
Нагъната структура на Западните Саяни има североизточно простиране и образува вътрешната част на Алтайско-Саянската нагъната област. Тя се е формирала в епохата на каледонската орогенеза през силура. От север, изток и юг тя е обкръжена от салаирски (камбрийски) структури, които съставляват тясна полоса по северния склон на планината. Тук широко са разпространени наслагите от долния и средния камбрий: спилити, порфирити, силициеви шисти, туфи, туфити, пясъчници, рифови варовици, всички те пронизани от интрузивни гранитоиди. Долнокамбрийските образувания са несъгласно препокрити с дебела кора от горнокамбрийски конгломерати и пясъчници. Ограничено разпространение имат девонските червени вулканични скали.
Основната (каледонска) структура на Западните Саяни е образувана от два крайни антиклинория и синклинория между тях. Антиклинориите са изградени от долно- и частично среднокамбрийски метаморфозирани гленести и силициеви шисти, зеленокаменни ефузиви, кварцити и варовици. Те са пронизани от малки вместилища на хипербазити. В северния (Джебашки) антиклинорий тектонският блок, вложен сред камбрийските наслаги е изграден от докамбрийски метаморфозирани шисти. По-слабо разпространени в антиклинориите са несъгласно лежащите горнокамбрийски скали, силурските теригенно-карбонатни и девонските червени вулканогенни скали, изпълващи дъната на падините. Синклинориите са изградени от мощна (до 15 km) непрекъсваща пясъчно-шистова серия, с горно (частично и средно) камбрийска, ордовишка и, вероятно, долносилурска възраст. Серията се състои от дребнозърнести теригенни скали, които се сменят с теригенно-карбонатни силурийски наслаги. Девонските червеноцветни, а също каменовъглените теригенни скали изпълват основно дъната на падините. С девонска възраст са и внедрените големи гранитоидни масиви. Голяма раля за геоложката структура на планината принадлежи на множеството разломи.
Полезните изкопаеми в планината са привързани към периферните ѝ части. С камбрийските интрузивни скали по северния склон са свързани находищата на железни и медно-кобалтови руди. Златните, никеловите и хромовите руди и находищата на азбест са привързани към крайните антиклинории, в частност към офиолитовите пояси. С девонските гранитоиди са свързани находищата на сребро, молибден, олово и цинк.

## Релеф
Западните Саяни е планинска система съставена от сравнително тесни, плоски и островърхи хребети, разделени от гъста речна мрежа, принадлежаща към водосборния басейн на река Енисей. В централната си част планината стръмно се спуска на север към Минусинската котловина, а в подножието на южните ѝ склонове е разположена обширната Тувинска котловина. По южното подножие между Мирския и Куртушибинския хребет е разположена Усинската котловина, а у южното подножие на Куртушибинския хребет – Турано-Уюкската котловина.
Съвременният планински релеф на Западните Саяни е сформиран в резултат на сводообразното издигане в края на неогена и началото на антропогена, съпроводено с диференцираните движения на отделни блокове, интензивното ерозионно разчленяване и нееднократното заледяване на най-високите хребети, носещи предимно планинско-долинен характер. Обширните участъци от древния, заравнен релеф слабо са се съхранили, което се обяснява с по-гъстато и дълбоко разчленяване от речната ерозия.
Главния (вододелен) хребет в Западните Саяни в своята западна част (до дълбокия пролом на Енисей) се характеризира с типичен алпийски релеф с височина 2800 – 3000 m. На юг от него е разположена най-високата точка на планината – връх Къзъл-Тайга 3121 m, а в основата на билната му част – високо издигнатото (1500 – 2000 m) Алашко плато, стръмно спускащо се към долината на река Хемчик (ляв приток на Енисей). Покрай десния бряг на река Алаш (ляв приток на Хемчик) се издига обособеният масив Бай-Тайга 3129 m (51°15′42″ с. ш. 90°01′05″ и. д. / 51.261667° с. ш. 90.018056° и. д.), който отделни изследователи също го включват в системата на Западните Саяни.
Източно от пролома на Енисей височината на главното било се понижава почти до 2000 m (максимална 2263 m) и релефа придобива основно среднопланински характер, като изключение правят централните части на Ойския хребет с доближаващите се до него Арадански хребет и Ергаки, които имат алпийски релеф. В западната част от главното било се отклоняват две вериги: североизточна (хребетите Кантегирски, Сабински, Джебашки и Борус) и югоизточна (хребетите Хемчикски и Куртушибинския). Край западния край на Ойския хребет (североизточната верига) и източния край на хребета Ергаки (югоизточната верига) тези две вериги отново се сближават с главното било. От изворите на реките Ус (десен приток на Енисей) и Амил височината на гланото било (тук се нарича хребет Ергак-Таргак-Тайга) постепенно нараства, достигайки почти до 3000 m при събирането на двете планински системи – Източните и Западните Саяни. Болшинството от страничните хребети с височина 2000 – 2500 m имат типичен среднопланински облик.

## Климат
Климатът в планината е рязко континентален, с продължителна и сурова зима, кратко и прохладно лято. По северните и южните склонове на височина 1000 – 1400 m средната януарска температура е от –20 °C до –25 °C, а в междупланинските котловини до –30 °C. Лятото в планината, особено във високите ѝ части, се отличава с неустойчиво време и ниски температури (средна юлска температура 10 – 12 °C), а в котловините е топло – до 20 °C. Валежите падат основно през лятото, като количеството им силно се изменя в зависимост от надморската височина и експозицията на склоновете. В северните нископланински части, обърнати към нахлуващите влажни въздушни маси годишната сума на валежите е 400 – 500 mm, а нагоре по склоновете се увеличава до 1000 – 1200 mm. По южните склонове, намиращи се във „валежна сянка“ и в междупланинските котловини тяхното количество съществено намалява – съответно 400 – 500 mm и 300 – 350 mm. Съвременни ледници в Западните Саяни няма, но много от снежните маси натрупали се през зимата се съхраняват през цялото лято и дебелината на фирна на места заема значителни площи.

## Води

### Реки
Речната мрежа на Западните Саяни изцяло принадлежи към водосборния басейн на река Енисей, която ги пресича чрез тесен, дълбоко врязан пролом с голямо количество бързеи и прагове, които до изграждането на Саяно-Шушенското водохранилище са затруднявали корабоплаването. Всичките реки имат типичен планински характер, като речните долини или тези техни участъци, които съвпадат с простирането на разломите, имат по-загладени форми, от тези на които долините на реките прорязват планинските хребети напречно. Долините на последните се характеризират със стръмни и скалисти склонове. Най-значителни и пълноводни реки по северните склонове са Абакан, Кантегир, Оя, Амил, а реките по южните склонове – Алаш и Ак-Суг (леви притоци на Хемчик), а също реките Ус (десен проток на Енисей), Уюк и Систиг Хем (десни протоци на Голям Енисей) са къси и по-маловодни. Подхранването им е за сметка на снеготопенето (през втората половина на май и началото на юни) и дъждовете през юли и август, когато падат най-голямо количество валежи. Замръзват в края на октомври или началото на ноември, а се размразяват в края на април или началото на май. На северния склон на планината, между хребетите Борус на изток и Джебашки на запад при сгт Черьомушки е изградена преградната стена на голямото Саяно-Шушенско водохранилище.

### Езера
Болшинството от езерата в планината са привързани към билните ѝ части и са разположени в дълбоки кари, но са предимно малки. По-големите езера се намират по южните склонове – Карахол (в изворите на река Алаш), Сутхол (в южната част на Алашкото плато), Емгенхол и Халетхол (по южните склонове на хребета Ергак-Таргак-Тайга).

## Типове ландшафти
Основните типове ландшафти (зони) в Западните Саяни са: планинска тайга, заемаща почти целите северни склонове и горните части на южните склонове; планински лесостепи, особено характерни за южните склонове; високопланински ландшафт, привързан към най-високите части на планината, над горската зона.

### Зона на планинската тайга
На север от Западните Саяни, в Минусинската котловина е разпространена зоната на борово-брезовите лесостепи, които нагоре в северните нископланински части се сменят с пояса на светлите иглолистни (лиственица) и широкилистни (бреза и осика) гори, развити върху планински сиви горски и по-малко ливадно-подзолисти почви. На височина от 800 – 900 m до 1500 – 1800 m по северните склонове, имащи типичен среднопланински облик, господства тъмната иглолистна тайга съставена от кедър, ела и смърч (последната основно по долините на реките) с повсеместна мъхова постелка, развита върху разновидности на планински почви. В горната си граница тъмната иглолистна тайга оредява и преминава в кедрови и лиственични храсталаци.

### Зона на планинските лесостепи
Голяма част от склоновете обърнати към Тувинската котловина се заемат от планинските лесостепни ландшафти. По склановете с южна експозиция върху кафяви почви са развити планински степи, а по склоновете със северна експозиция – светли лиственично-паркови гори, развити върху сиви горски, слабооподзолени почви. Само в средните части по южните склонове се появяват плътни светлоиглолистни лиственични гори, сменящи се нагоре с кедрово-лиственични и кедрови гори развити върху разновидности на планински почви, изкачващи се до 2000 – 2200 m. По този начин, за южните склонове на Западните Саяни не е характерна вече „сибирската“, а преходната към „централноазиатска“ височинна зоналност. Тези различия оказват влияние и на състава на животинския свят, обитаващ северните и южните склонове. По северните склонове обичайни животни са белка, заек, лисица, сърна, марал, лос, кафява мечка, а от птиците – рябчик, глухар, кълвач и др. По южните склонове, освен тях, обитават много степни видове (лалугер, степен блатар и др.), които отсъстват в тъмната иглолистна тайга. В междупланинските котловини количеството на степните видове значително се увеличава.

### Високопланински ландшафт
Високопланинският ландшафт е много по-малко разнообразен. Той се характеризира със сурови климатични условия, продължителна и студена зима, кратко и хладно лято. Наред с различните варианти на планинската тундра, господстваща в заравнените участъци, са развити групи от храсталаци, алпийски и субалпийски пасища върху планинсколивадни почви, редуващи се с каменисти и чакълести участъци, почти лишени от растителност. Животинския свят е представен основно от високопланински видове (алтайски безопашат заек, бяла и тундрова яребица), както и от пришълци от горската зана (северноамериканска катерица, хермелин, невестулка, собол, кафява мечка, лос и др.).